# 奥纳卡 (南达科他州)
奥纳卡（英語：Onaka），是美国南达科他州下属的一座城市。根据2010年美国人口普查，该市有人口15人。论人口在本州排行第301。